# Marcgravia domingensis
Marcgravia domingensis är en tvåhjärtbladig växtart som beskrevs av Ignatz Urban. Marcgravia domingensis ingår i släktet Marcgravia och familjen Marcgraviaceae. Inga underarter finns listade i Catalogue of Life.